# Finlands U17-damlandslag i bandy
Finlands F17-landslag i bandy representerar Finland i bandyturneringar för flicklag upp till 17 års ålder. Laget har deltagit vid F17-världsmästerskapet i bandy sedan den första upplagan 2009 och kom på silverplats 2009, 2011 och 2013. Laget tog brons 2015 och 2017.